# جی لیپینگ
جی لیپینگ (به انگلیسی: Ji Liping) (زادهٔ ۹ دسامبر ۱۹۸۸) شناگر اهل چین است.